# 格鲁吉亚军团 (乌克兰)
格鲁吉亚国家军团（烏克蘭語：Грузинський національний легіон）是一个成立于2014年，主要由格鲁吉亚族志愿者组成的军事单位。格鲁吉亚军团在顿巴斯战争中与乌克兰一同作战。
该部队由资深格鲁吉亚军官馬穆卡·馬穆拉什維利指挥，目标是“抵抗俄罗斯的侵略”。其部分成员参与过车臣战争。

## 歷史

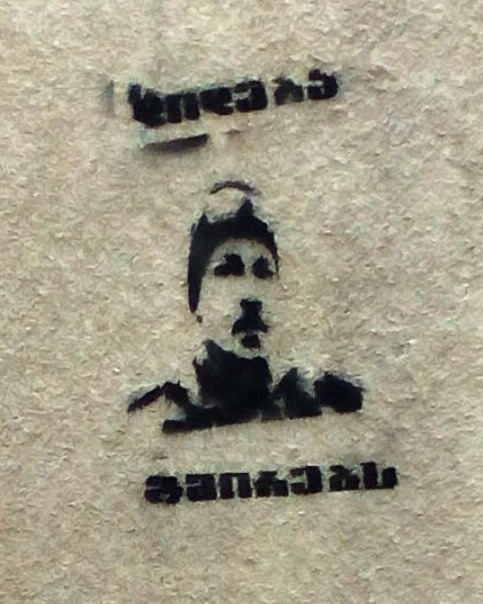
2015 年在提比里斯的街頭模版塗鴉，描繪了已故志願者亞歷山大·格里戈拉什維利和一句「榮耀歸於英雄」。

格鲁吉亚军团是大約2014年3月由前格鲁吉亚军官及綜合格鬥家馬穆卡·馬穆拉什維利在顿巴斯战争開始後成立。馬穆拉什維利先前曾參與阿布哈茲–喬治亞冲突、第一次車臣戰爭和俄罗斯－格鲁吉亚战争。他後來表示說：「成立軍團的想法是聚集不同國籍的人一起服務，共同抵抗俄羅斯的侵略，我們做到了。」格魯吉亞志願者經常將烏克蘭和格鲁吉亚反對俄羅斯的共同事業，以及堅持以戰鬥抵抗俄羅斯侵略烏克蘭視為符合格鲁吉亚利益的愛國行為。
軍團的第一個陣亡士兵為2014年12月19日的軍事行動中陣亡的亞歷山大·格里戈拉什維利（Alexandre Grigolashvili），他的戰死在格鲁吉亚引發了爭議。格鲁吉亚國防部在聲明中將格里戈拉什維利的死歸咎於「前當局代表」，指的是前總統薩卡什維利及其盟友。這份聲明在受到民眾強烈抗議之後，國防部將其從網站上刪除，並為此道歉。
2015年2月5日，軍團受到烏克蘭正教會－基輔宗主教聖統菲拉列特宗主教的讚賞，並授予29名軍團成員獎章以表彰他們對烏克蘭的愛和犧牲。

### 與烏克蘭軍隊的整合
2016年2月，格鲁吉亚军团正式併入烏克蘭武裝部隊第25機械化步兵營「基輔羅斯」。 它在第54機械化旅的總指揮下在烏克蘭東部作戰。2017年12月，軍團在斯維特洛達爾斯克附近進行了一次代價高昂的行動後，軍團以該旅「指揮無能」為由於2017年12月16日從該旅撤出。第54機械化旅否認在他們的隊伍中曾經存在過格鲁吉亚军团。
2018年1月，軍團指揮官馬穆拉什維利表示，該部隊仍致力於在烏克蘭的事業，並轉移到另一個旅。馬穆拉什維利補充說，這項決定與薩卡希利和烏克蘭總統波羅申科之間的政治衝突無關。
2022年2月，就在俄羅斯入侵烏克蘭之前，格鲁吉亚军团參與了培訓新招募的烏克蘭平民。據報導，在入侵發生後的2022年3月上旬，格鲁吉亚军团有300多名新兵有意圖加入。

### 吉亞·采爾茨瓦澤爭議
2017年1月15日，當時的軍團成員吉亞·采爾茨瓦澤（Gia Tsertsvadze）被拘留在基輔國際機場，因為他曾在2003年因涉嫌謀殺而被俄羅斯發出國際逮捕令。采爾茨瓦澤的辯護律師稱他的逮捕是出於政治動機，因為他與親俄分裂勢力作戰，他之後於1月27日被釋放。在他獲釋之前，馬穆卡·馬穆拉什維利曾警告基輔，如果采爾茨瓦澤被引渡到俄羅斯，他的戰士將離開烏克蘭。

### 2022年俄羅斯入侵烏克蘭

#### 陣亡成員

位于第比利斯的4月9日惨案纪念碑展示了2022年为保卫乌克兰而牺牲的格鲁吉亚及其他外国志愿者的遗像。

截至目前，在2022年俄羅斯入侵烏克蘭期間已有12名軍團成員回報陣亡：
- 吉亞·貝魯阿什維利（გია ბერიაშვილი/Gia Beruashvili）和戴維特·拉提亞尼（დავით რატიანი/Davit Ratiani）在伊尔平战役中因夜間砲擊身亡，[21][22]稍晚戴維特·戈貝吉什維利（დავით გობეჯიშვილი/Davit Gobejishvili）也在該戰役中陣亡。[23]
- 擔當亚速营顧問的巴赫瓦·奇科巴瓦（ბახვა ჩიქობავას/Bakhva Chikobava，54歲）在馬立波圍城戰中戰死。[23]亞速營第二連連長塔托·比瓦瓦（Tato Bigvava，27歲）也在亞速鋼鐵廠中陣亡。[24]
- 尼卡·沙那瓦（ნიკა შანავა/Nika Shanava，21歲）、戴維特·梅納布迪什維利（დავით მენაბდიშვილი/Davit Menabdishvili，49歲）、維塔利·奧爾貝拉澤（ვიტალი ორბელაძე/Vitaliy Orbeladze，46歲）和拉提·舒爾蓋亞（Rati Shurghaia）戰死於伊久姆。[23][25]
- 阿利卡·查瓦（ალიკა ცაავა/Alika Tsava）、阿爾卡迪·卡斯拉澤（არკადი კასრაძის/Arkadi Kasradze）與札札·比薩澤（ზაზა ბიწაძისა/Zaza Bitsadze）戰死於魯比日內。[26]

#### 可能的戰爭罪行
2022年4月7日，格鲁吉亚军团指挥官馬穆卡·馬穆拉什維利在接受媒体的視訊采访时表示，“我代表格鲁吉亚军团发言，我们不会俘虏俄军士兵，一个都不会”。同日，一則在社群媒體Telegram上發布的影片顯示，一名喬治亞軍團的成員在德米特里夫卡槍殺一名受傷的俄軍，亦可見至少還有3名被俘的俄軍同樣遭處決。《紐約時報》隨後驗證了這部影片的真實性，人权观察也要求烏克蘭必須徹查其是否構成戰爭罪。烏克蘭外交部長德米特羅·庫列巴表示絕對會調查此事，馬穆拉什維利則否認影片中的人屬於喬治亞軍團。
2024年6月14日，俄罗斯将格鲁吉亚军团視為恐怖组织。

## 外國志願者
格鲁吉亚军团大多由外國志願者組成，以下是回報加入軍團者的國籍：
- 阿爾巴尼亞[9]
- 亞美尼亞[35]
- 澳洲[35][9]
- 奧地利[9]
- 亞塞拜然[35][9]
- 智利[36]
- 克羅埃西亞[9]
- 法國[9]
- 喬治亞[35]
- 德國[35][9]
- 希臘[35][9]
- 印度[37]
- 以色列[35]
- 日本[9]
- 墨西哥[9]
- 摩爾多瓦[35]
- 塞爾維亞[9]
- 美国[8][17][9]
- 英国[35][9]

## 行動內容
格鲁吉亚军团執行破壞和偵察活動，並指導和訓練烏克蘭士兵。它還多次參加陣地戰和攻勢。

## 另外詳見
- 乌克兰领土防卫国际战队：建立於2022年，同樣是由外國志願者組成、並為烏克蘭而戰的軍事單位。